# Naftna kriza
Naftna kriza označava poremećaje do kojih dolazi u razdoblju značajnog povećanja cijene sirove nafte. To povećanje ima vrlo velike posljedice na cjelokupnu ekonomiju. U užem smislu riječi, razdobljem naftne krize označavaju se dva značajna poskupljenja, prvo u 1973. i drugo 1979./1980. jer su svaka od njih izazvale snažne recesije u industrijskim zemljama. Pretpostavka za naftnu krizu je da su potrebe za naftom veće od ponude. Razlog tome može biti na strani ponude koja nije dovoljna (logistički ali nerijetko i politički problemi) da zadovolji postojeću potražnju ili na strani potražnje ako dođe do velikog porasta potreba za sirovom naftom.

## Prva kriza 1973.
Prva kriza koja je izazvala do sada najozbiljnije posljedice počela je u jesen 1973. kad su zemlje izvoznice nafte namjerno smanjile proizvodnju za oko 5% da bi podigle cijenu. Cijena je u par dana narasla s 3 dolara po barelu (159 litara) na više od 5 dolara, dakle oko 70%. Tijekom iduće godine, cijena sirove nafte je na svjetskom tržištu narasla na više od dvanaest dolara. 
Smanjenje proizvodnje nafte bilo je promišljeno sredstvo političkog pritiska zemalja OPEC-a koje se nisu slagale s politikom zemalja-uvoznica nafte prema Jomkipurskom ratu. U naftnom embargu sudjelovali su Alžir, Irak, Katar, Kuvajt, Libija, Saudijska Arabija i Ujedinjeni Arapski Emirati.

## Druga kriza 1979.
Sljedeće drastično poskupljenje dogodilo se u razdoblju 1979./1980. a izazvalo ga je smanjenje proizvodnje nafte u vrijeme prvog zaljevskog rata između Irana i Iraka. Tadašnji porast cijene privremeno se zaustavio na 38 dolara za barel.

## Posljedice
Već za vrijeme prve krize 1973. industrijske zemlje su se suočile s činjenicom, da su potpuno nepripremljene za velik broj različitih mogućnosti utjecaja na vlastiti razvoj, kao i s veličinom svoje ovisnosti o fosilnoj energiji. 
Šok koji je ova kriza izazvala u modernim, razvijenim državama imao je niz različitih posljedica. Rodio se cijeli niz inicijativa čiji cilj je smanjenje ovisnosti ekonomije o nafti. Njihov raspon se kreće od zamjene nafte alternativnim gorivima (npr. biodizel) preko korištenja alternativnih izvora energije do raznih oblika boljeg korištenja energije. Tu spadaju viši standardi građenja, poticanje proizvodnje automobila manje potrošnje pa i uvođenje zimskog i ljetnog računanja vremena radi smanjenja potrošnje energije boljim korištenjem dnevnog svjetla. Uz to, počinje se s većim komercijalnim korištenjem nalazišta nafte u Sjevernom moru.
U svakom slučaju, ove su krize u bitnim segmentima razvoja dovele do promjene u načinu razmišljanja i povećale kod ljudi svijest o ograničenosti svih postojećih prirodnih resursa na Zemlji